# Johann Christian Mikan
Johann Christian Mikan (5 de diciembre de 1769, Teplice - 28 de diciembre de 1844, Praga) fue un botánico, zoólogo y entomólogo austro-húngaro-alemán.

## Biografía
Era hijo de Joseph Gottfried Mikan, (1743-1814), profesor de botánica y química en la Universidad de Praga.
Mikan fue profesor de Historia natural en la Universidad de Praga. Fue uno de los tres naturalistas líderes de la Expedición austríaca al Brasil. Los otros eran Karl F.P. von Martius (1794-1868), Johann B.E. Pohl y Giuseppe Raddi (1770-1829).
Escribió Monographia Bombyliorum Bohemiæ, iconibus illustrata en 1796, Entomologische Beobachtungen, Berichtigungen und Entdeckungen en 1797, y Delectus Florae et Faunae Brasiliensis, etc. en 1820. Mikan describió muchas nuevas especies, incluyendo Leontopithecus chrysopygus tamarino o tití león negro.

## Honores

### Eponimia
Género
- (Asteraceae) Mikania Willd. ex F.W.Schmidt[5][6]

Especies (10 + 16 + 3 registros IPNI)
- (Erythroxylaceae) Erythroxylum mikanii Peyr.[7]

- (Fabaceae) Acacia mikanii Benth.[8]

- (Lamiaceae) Hyptis mikanii J.A.Schmidt[9]

- (Piperaceae) Piper mikanianum Steud.[10]

- (Piperaceae) Schilleria mikaniana Kunth[11]

- (Rutaceae) Galipea mikaniana St.Hil.[12]

- La abreviatura «J.C.Mikan» se emplea para indicar a Johann Christian Mikan como autoridad en la descripción y clasificación científica de los vegetales.[13]